# 후아베이사우르스

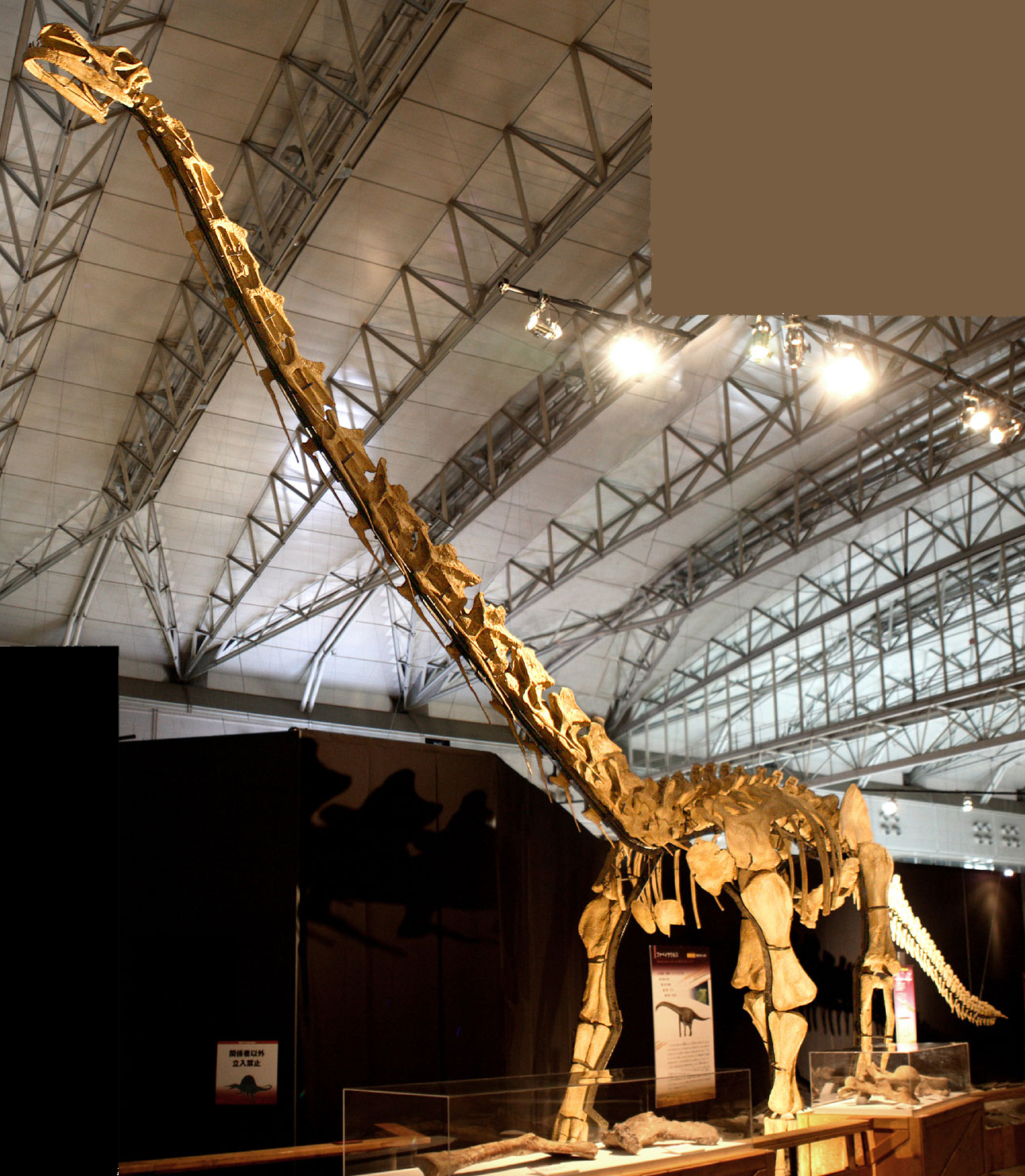

후아베이사우르스(Huabeisaurus)는 중생대 백악기 후기(약 9970만~7060만년 전)에 서식한 공룡이다. 2000년에 팡치칭(Pang Qiqing)과 정정우(Cheng Zhengwu)가 처음 기술하였다. 후아베이사우르스(Huabeisaurus)는 중국 산시성(Shanxi province) 텐전현(Tianzhen County) 자오자고우(Zhaojiagou) 진의 강다이앙(Kangdailiang)과 후위(Houyu) 지역에서 발견되었다.
2000년에 팡(Pang)과 청(Cheong)이 추정한 후아베이사우르스의 길이는 20미터, 높이는 5미터이다. 다른 용각류들처럼 긴 목과 꼬리를 가진 사족보행 초식동물이었을 것이다.
전라남도 해남군 해남공룡박물관에서는 2021년 12월 후아베이사우르스를 소재로 한 초대형 3D애니메이션을 제작하여 2022년부터 상영 예정이다.